# Любарский, Кронид Аркадьевич
Крони́д Арка́дьевич Люба́рский (4 апреля 1934, Псков — 23 мая 1996, Бали, Индонезия) — советский астроном и астрофизик, участник правозащитного движения в СССР, политзаключённый, автор идеи учреждения в 1974 году Дня политзаключённого в СССР, политэмигрант, член Московской Хельсинкской группы с 1989 года (возглавлял МХГ в 1994—1996 годах).

## Биография
Родился в интеллигентной семье дворянского происхождения. Экзотично звучащее имя Кронид взято родителями Любарского из православных святцев.

## Научная деятельность
По специальности астрофизик, окончил отделение астрономии мехмата МГУ (1956). До 1963 года работал в Туркменистане в Ашхабадской обсерватории вблизи поселка Фирюза. Подружился с Д. Б. Зильберманом, с 1961 г. работавшим метеорологом в аэропорту Ашхабада. Автор многих научных и популярных статей, переводчик ряда книг, в том числе по астробиологии. Автор книги по астробиологии. В 1961 году был в районе Тунгусской катастрофы в составе экспедиции К. П. Флоренского, которая работала совместно с КСЭ-3 — Комплексной самодеятельной экспедицией по изучению Тунгусского метеорита. По возвращении из Ашхабада в Москву поступил в аспирантуру Института ядерной физики МГУ, в 1966 году защитил кандидатскую диссертацию. Затем работал в Академии педагогических наук СССР, участвовал в разработках организации полётов космических аппаратов на Марс.

## Правозащитная деятельность
Ещё студентом, в 1953 году, Кронид Любарский был организатором первого в послесталинское время открытого коллективного письма протеста в газету «Правда». В правозащитном движении с середины 1960-х годов, в качестве причины своего противостояния с советской властью называл «эстетические противоречия» («система вызывает столь глубокое отвращение, что однажды чувствуешь невозможность существовать в ней»). Активно участвовал в распространении самиздата.
17 января 1972 года арестован по делу «Хроники текущих событий» (во время обыска в его квартире изъято более 600 документов, рукописей и книг); в октябре того же года осуждён на пять лет строгого режима за «антисоветскую агитацию». Срок отбывал в 19-м лагере в Мордовии, затем за «систематические нарушения режима» переведён во Владимирскую тюрьму.
В апреле 1974 года, находясь в Барашевской больнице Дубравлага (учреждение ЖХ 385/3-3), совместно с Алексеем Мурженко, осуждённым по «самолётному делу», выдвинул идею организации единого Дня сопротивления политических заключённых. Вместе с несколькими товарищами разработал концепцию его проведения, распространил эту идею по другим лагерям и тюрьмам. С 1974 года 30 октября отмечается как День политзаключённого в СССР (с 1991 года в России официальный День памяти жертв политических репрессий).
После освобождения в январе 1977 года определён на жительство в Тарусу. Один из преемников арестованного 3 февраля Александра Гинзбурга в качестве распорядителя основанного Солженицыным Фонда помощи политзаключённым (вместе с Мальвой Ланда и Татьяной Ходорович). Вошёл в советскую группу «Международной амнистии».
В результате против него вновь возбуждаются уголовные дела: сначала за «тунеядство», затем за «нарушение правил надзора», наконец — снова за «антисоветскую агитацию», на этот раз по статье 70 ч. 2, предусматривающей срок до 10 лет особого режима. В результате под давлением властей 14 октября 1977 года Кронид Любарский покинул СССР, при выезде он и вся его семья были лишены советского гражданства. С начала 1978 года проживал в ФРГ.
В эмиграции продолжал работу, издавая информационный бюллетень «Вести из СССР» (по одному выпуску раз в две недели в течение 14 лет), ежегодные «Списки политзаключённых в СССР», с 1984 года публицистический журнал «Страна и мир», предназначенный для широкого круга читателей и рассказывавший не только о репрессиях и сопротивлении режиму в Советском Союзе, но и об общемировых проблемах экономики и политики, возможных путях их решения. В журнале публиковались как русские, так и западные авторы. Вскоре редакция журнала превратилась в издательство, выпустившее ряд книг.

## Атеистическая деятельность
Во время пребывания в лагерях и Владимирской тюрьме вёл переписку со священником РПЦ Сергием Желудковым, посвящённую вопросам религии и атеизма. В дискуссии, приобретшей широкую известность и вышедшей в виде книги, последовательно отстаивал атеистические позиции.

## Возвращение из эмиграции
Кронид Любарский вошёл в состав возрождённой в 1989 году Московской Хельсинкской группы (в 1994—1996 годах был её председателем). В 1990 году он смог впервые вернуться в Москву в составе Международной комиссии, расследовавшей обстоятельства гибели Рауля Валленберга. В августе 1991 года — участник обороны Белого дома.
2 июня 1992 года Крониду Любарскому и членам его семьи было возвращено уже российское гражданство; с конца того же года он начал активно работать в России, и в феврале 1993 года его семья окончательно переехала в Москву, где Любарский стал первым заместителем главного редактора журнала «Новое время».
Во время октябрьских событий 1993 года — организатор обороны здания радиостанции «Эхо Москвы».
Был членом Комиссии по гражданству, участвовал в разработке либерального «Закона о гражданстве» РФ. Входил в состав Конституционного совещания, автор нескольких статей новой Конституции РФ, важнейшими из которых считал статьи о свободе передвижения и выбора места жительства (то есть об отмене прописки), а также о свободе выезда за пределы России. После принятия Конституции совещание было преобразовано в Общественную палату при Президенте РФ, из которой в 1994 году Любарский вышел в знак протеста против войны в Чечне.
Кронид Любарский много путешествовал. Во время поездки на остров Бали погиб, утонув в море, 23 мая 1996 года. Похоронен в колумбарии Донского кладбища в Москве.

## Награды и почётные звания
- Лауреат ежегодной премии швейцарского Движения за свободу и права человека (1975).
- Лауреат Премии свободной прессы по номинации «Мастер» (1997, посмертно).
- Единственным из россиян включён в составленный Международным институтом прессы в Нью-Йорке список 50 человек, ставших во второй половине XX века символом защиты свободы слова во всём мире (2000).